# Echinomuricea andamanensis
Echinomuricea andamanensis is een zachte koraalsoort uit de familie Plexauridae. De koraalsoort komt uit het geslacht Echinomuricea. Echinomuricea andamanensis werd in 1909 voor het eerst wetenschappelijk beschreven door Thomson & Simpson. 